# Гедонг Багус Ока
Гедонг Багус Ока (урожденная — Ни Вайан Гедонг) (индон. Gedong Bagus Oka; 3 октября 1921, Кангасем, о. Бали, Голландская Ост-Индия — 14 ноября 2002) — индонезийский индуиский реформатор и философ.

## Биография
Во время учёбы в школе в Джокьякарте стала изучать основы христианства. Рождённая и воспитанная в индуистских традициях и её понимание христианства, привели к знакомству и дружбе с Махатмой Гандии, с которым она обсуждала христианскую и индуистскую философию.
Понимание этих двух религий сделало Гедонг Багус Ока последователем индуистского духа, философии ненасилия (сатьяграха) и поисков истины, правды (сатья).
Основатель реформаторского движения «Индонезийское индуистское общество» (Parisada Hindu Dharma Indonesia, 1959) и Gandhian ashram Canti Sena (1970).
Один из религиозных лидеров балийского индуизма.
Член индонезийского парламента в 1968 и 1999 годах.
Лауреат премии Jamnalal Bajaj Award (1994).